# Phạm Huy Hùng
Phạm Huy Hùng sinh năm 1954, quê quán ở Hà Nội, là Tiến sĩ Kinh tế - Đại học Tài chính Kế toán (1997), là đại biểu Quốc hội Việt Nam khoá 13. Khi trúng cử thì ông là Chủ tịch Hiệp hội Ngân hàng Việt Nam, Chủ tịch Hiệp hội Ngân hàng ASEAN, Bí thư Đảng ủy Đảng Cộng sản Việt Nam, Chủ tịch Hội đồng quản trị Ngân hàng Thương mại Cổ phần Công thương Việt Nam - Ngân hàng thương mại do Nhà nước nắm giữ đại đa số cổ phần.

## Sự nghiệp
Ông gia nhập Ngân hàng Thương mại Cổ phần Công Thương Việt Nam từ năm 1990 và được bổ nhiệm vào vị trí Chủ tịch HĐQT từ tháng 6/2009. Ông cũng là vị lãnh đạo có ảnh hưởng lớn nhất tại ngân hàng trong nhiều năm qua.
Trong đại hội cổ đông Ngân hàng Công Thương Việt Nam, ngày 29 tháng 4 năm 2014 tại Hà Nội, ông không có tên trong danh sách ứng cử vào Ban Quản trị ngân hàng nhiệm kỳ mới và thôi chức Chủ tịch, về nghỉ hưu theo chế độ.

## Tiểu sử
Ngày sinh: 2/11/1954
Giới tính: Nam
Dân tộc: Kinh
Tôn giáo: Không
Quê quán: ngõ Ngấn, Xã Đông Ngạc, huyện Từ Liêm, TP Hà Nội
Trình độ chính trị: Cao cấp lý luận chính trị
Trình độ chuyên môn: Tiến sỹ kinh tế ngành tài chính ngân hàng
Nghề nghiệp, chức vụ: Ủy viên Ban chấp hành Đảng bộ Khối doanh nghiệp Trung ương, Chủ tịch Hiệp hội Ngân hàng Việt Nam, Bí thư Đảng ủy, Chủ tịch Hội đồng quản trị Ngân hàng Thương mại cổ phần công thương Việt Nam, Ủy viên Ban thường vụ Hiệp hội Doanh nghiệp nhỏ và vừa VN; Uỷ viên Uỷ ban Kinh tế của Quốc hội
Nơi làm việc: Ngân hàng Thương mại cổ phần công thương Việt Nam
Ngày vào đảng: 28/5/1986
Nơi ứng cử: TP Hà Nội
Đại biểu Quốc hội khoá: XIII